# Oberwürzbach-Hirschental
Das Naturschutzgebiet Oberwürzbach-Hirschental liegt im Saarpfalz-Kreis und dem Regionalverband Saarbrücken im Saarland.

## Lage
Das Gebiet erstreckt sich nordöstlich des St. Ingberter Stadtteils Oberwürzbach auf einer Länge von etwa 2,8 km in nordwestlicher Richtung bis zum St. Ingberter Ortsteil Sengscheid. Es wird im Norden begrenzt durch die Landesstraße L235 und im Süden durch die Landesstraße L108, die dort gleichzeitig die Außengrenze der Biosphäre Bliesgau bildet. Der Verlauf dieser beiden Straßen bestimmt die Form des Naturschutzgebiets. Am südöstlichen Ende ist es etwa 900 m breit und läuft an der Kreuzung der Landesstraßen spitz zu.

## Bedeutung
Das 98 ha große Gebiet, eine Kernzone im Biosphärenreservat Bliesgau, wurde im Jahr 2008 mit der Kenn-Nummer NSG-127 unter Naturschutz gestellt. Diese Kernzone stellt sich als mittelalter Buchen-Eichen-Mischbestand auf Buntsandstein mit einzelnen
alten Baumgruppen in Hanglage dar.